# Batres
Batres és un municipi de la comunitat autònoma de Madrid. Limita al nord amb Moraleja de Enmedio, a l'oest amb Navalcarnero i El Álamo, a l'est amb Serranillos del Valle, i al sud amb Carranque i Casarrubios del Monte, ambdós a la província de Toledo.
El riu Guadarrama travessa el terme municipal de Batres, caracteritzat, en el plànol geològic, per la presència de camps detrítics. Aquest corrent fluvial discorre per Batres seguint la vertical nord-sud. La localitat, declarada d'interès turístic per la Comunitat de Madrid, reuneix un rellevant patrimoni artístic i natural. El seu edifici més destacat és la casa-forta o castell de Batres, construït entre els segles xv i xvi.
Aquesta fortificació va estar vinculada històricament amb el poeta Garcilaso de la Vega, que hi va residir. El castell i el seu entorn van rebre la declaració de Conjunt Històric-Artístic en l'any 1970. Dintre d'aquesta figura legal, s'integren la Font de Garcilaso i la Casa de l'Hortolà, a més de la fortalesa. El 75% del seu terme es troba inclòs dintre del Parc Regional del curs mitjà del ric Guadarrama i el seu entorn, que protegeix les riberes del Guadarrama. La Cárcava de l'Arenal i la Forest de Batres també formen part del citat Parc Regional.
El 2021 el municipi fou notícia davant la decisió del seu alcalde, Víctor Manuel López (Agrupación de Bartres, ADB), de no pagar el rebut de la llum "fins que els preus de la llum baixin a valors que permetin als ciutadans un consum mínim indispensable amb preus continguts"

## Demografia
| 1996 | 1998 | 1999 | 2000 | 2001 | 2002  | 2003  | 2004  | 2005  | 2006  | 2007  |
| ---- | ---- | ---- | ---- | ---- | ----- | ----- | ----- | ----- | ----- | ----- |
| 639  | 730  | 787  | 844  | 920  | 1.047 | 1.244 | 1.316 | 1.373 | 1.417 | 1.403 |

NOTA: Les xifres de 1996 estan referides a 1 de maig i les altres a 1 de gener. Font: INE